# USS LST-8
O USS LST-8 foi um navio de guerra norte-americano da classe LST que operou durante a Segunda Guerra Mundial.